# Pentheria ponti
Pentheria ponti är en tvåvingeart som beskrevs av Lyneborg 1972. Pentheria ponti ingår i släktet Pentheria och familjen stilettflugor. Inga underarter finns listade i Catalogue of Life.